# Strängkopplingskonstant
Strängkopplingskonstanten är strängteorins kopplingskonstant, ett positivt tal som styr de grundläggande processerna inom strängteorin. Det är det tal som bestämmer sannolikheten för att kvantfluktuationer skall få en sträng att splittras eller få två strängar att förenas.  Det vill säga hur troligt det är att en sträng delar sig till två eller att två strängar förenas till en.

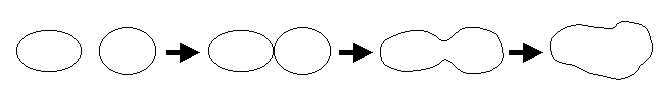
Två strängar förenas till en.

Varje strängteori har sin egen strängkopplingskonstant vars värde bestäms av en ekvation som beskrivs inom teorin, men idag kan man inte bestämma dessa konstanter på grund av att man inte förstår dessa ekvationer tillräckligt väl.

Om strängkopplingskonstanten är mindre än ett innebär det att beräkningar baserade på störningsmetoder är giltiga. Detta är viktigt då man idag i princip bara kan klara av de ytterst avancerade beräkningar som krävs inom strängteorin med hjälp av dessa störningsmetoder.

Störningsmetod innebär att man förenklar ett svårt problem genom att bortse från vissa detaljer och beräknar ett ungefärligt svar som sedan förfinas undan för undan genom att man systematiskt tar med fler och fler av de detaljer som man från början bortsåg ifrån.